# Masía fortificada de Cucalón
La masía fortificada de Cucalón es un edificio agrícola residencial fortificado, que se encuentra en el cerro Testigo, próximo a la villa histórica de Altura, en la comarca del Alto Palancia, provincia de Castellón, España, que está catalogado, por declaración genérica, como Bien de Interés Cultural, aunque no se ha llevado a cabo su anotación ministerial, siendo su código identificativo: 12.07.012-009, según datos de la Dirección General de Patrimonio Artístico de la Generalidad Valenciana.

## Historia
Durante la Edad Media la zona de la sierra Calderona era lugar de incursiones militares rápidas, y dado que además en la zona no existían castillos donde refugiarse en caso de ataque enemigo; la población agraria, dispersa, tuvo que ingeniárselas para poder defenderse a ellos y a sus cosechas, de estos fugaces ataques. Surgen así las masías fortificadas.
Las masías fortificadas son un tipo de construcción que surgió en las zonas agrícolas alejadas de los castillos, pero dispersas por el territorio que estaba bajo su protección y dominio. Realmente puede decirse que la zona carecía de fortificaciones que permitieran la agrupación de la población en sitio seguro. Esto provocó una mayor dispersión de la misma a lo largo del siglo XVII, tras la expulsión de los moriscos, la cual, acabó viviendo en antiguas masías provenientes de las alquerías musulmanas, las cuales estaban dotadas de una pequeña fortificación que permitía refugiarse y protegerse ante los ataques de enemigos, a modo de autodefensa.
La Masía de Cucalón estaba bajo la influencia de la Cartuja de Vall de Cristo, aunque el edificio en sí es anterior a la construcción del monasterio. El primer propietario que puede documentarse y que es conocido fue el aragonés Fernando Gonzalo de Azagra. El periodo de mayor esplendor fue durante el tiempo que estuvo en manos de la congregación de cartujos cartuja de la ValldeCrist, cual ocurrió desde 1539, hasta la desamortización de Mendizábal. Así, la orden dispuso de un período de posesión de tres siglos, los cuales aprovechó para adaptarla a sus propios intereses. Los cartujos utilizaron la masía para la explotación de ganado y para cultivar cereales, olivos y vid, producto que introdujeron los propios monjes y que llevó a la construcción de edificios destinados a bodegas y el lagar de la masía.
Tras la desamortización la construcción pasó a manos de un general del Ejército Español, de quién pasó a manos de la familia Artal
, que es la actual propietaria.

## Descripción
A pesar del tiempo transcurrido y los diferentes usos y propietarios que la han disfrutado, la masía mantiene su estructura original por lo que presenta un gran valor desde un punto de vista etnológico. Dentro de lo que sería su recinto fortificado se puede observar una capilla, la casa del masovero, las bodegas, así como el lagar para poder prensar la uva y producir vino. Pese a ello el carácter militar y defensivo queda evidenciado por la presencia en sus murallas, de recios muros y que circundan todo el perímetro de las construcciones que constituyen la masía; de aspilleras para el uso de armas de fuego fusilero.